# Busserlzug
Der Busserlzug war bzw. richtiger die Busserlzüge waren eine Spezialität vieler österreichischer bzw. Wiener Sommerfrische-Regionen.

## Name und Geschichte
Als Busserlzug bzw. Busserlzüge wurden im Volksmund jene zwischen Wien und den österreichischen Sommerfrische-Regionen verkehrenden Eisenbahnverbindungen bezeichnet, die zu den Wochenenden (aber auch vor und nach Feiertagen) die berufstätigen Männer zu ihren am Land weilenden Familien brachten und die Männer Sonntagabend wieder an ihre Arbeitsstätten entführten: „Das Ehe- und Familienleben konzentrierte sich während dieser Wochen oder Monate auf wenige Urlaubs- und Feiertage sowie Wochenenden, weshalb die Begrüßung der Samstags heiß erwarteten und Sonntags schweren Herzens verabschiedeten Ehemänner und Väter so zärtlich bzw. stürmisch erfolgt sein soll, dass diese Bahnverbindungen im Volksmund bald Busserlzüge genannt wurden. Die Bezeichnung „Busserlzug“ regte stets die Künstlerfantasien an: So brachte beispielsweise „Das interessante Blatt“ schon am 29. September 1904 Alois Ulreichs Humoreske „Der Busserlzug“, die damals öfters nachgedruckt wurde und somit die überregionale Verbreitung dieses Begriffes gefördert hat, vor denen es übrigens sogenannte „Vergnügungszüge“ gab.“